# Туловска река
Туловска река je лева притока Јужне Мораве у коју утиче код села Злоћудова, у Лесковачкој котлини.
Извире на падинама Врвикобиле. У изворишном делу чине је два мала водотока који се називају Велика и Мала река. Велика река извире на локалитету Разделци-Трскар а Мала река на локалитету Високи чукар, испод места које се назива Бабњи земља. Ови водотоци састају се изнад села Тулова, на месту које се назива Воденичиште, и формирају Туловску реку.
Она је брдско-равничарска река. Недалеко од села Велика Грабовница улази у равницу. Њена дужина од изворишта до ушћа у Ј. Мораву износи 18 km. 
Назив је добила по Тулову, селу кроз које прво пролази на свом току ка Јужној Морави. 
Тече правцем југозапад-североисток и на свом току пролази кроз следећа насеља: Зољево, Загужане, Малу Грабовницу, Горњи Буниброд, Жижавицу, Бадинце и Злоћудово, код кога утиче у Јужну Мораву.
У редовним приликама је мала а током сушних лета дешава се и да пресуши у свом доњем делу тока. Међутим, за време великих падавина и за време топљења снега, редовно плави поља и села која се налазе на њеној обали и наноси материјалну штету становницима. Ради одбране од поплава, у свом доњем току, ограђена је насипом све до ушћа у Јужну Мораву али због немара становника и пољопривредника из села на њеној обали и нередовног чишћења корита поплаве и данас наносе штету.